# アリシューザ級軽巡洋艦 (2代)
| アリシューザ級軽巡洋艦 | アリシューザ級軽巡洋艦 |
| ---------------------- | --- |
| 写真は「アリシューザ」 | |
| 艦級概観               | |
| 艦種                   | 軽巡洋艦 |
| 艦名由来               | ギリシア神話、ローマ神話の登場人物 |
| 前級                   | リアンダー級 |
| 次級                   | タウン級軽巡洋艦 |
| 性能諸元               | |
| 排水量                 | 基準：5,220トン （「ペネロピ」「オーロラ」は5,270トン） |
| 全長                   | 506 ft （154.22 m） |
| 水線長                 | - ft （146.8m m） |
| 全幅                   | 51 ft （15.54 m） |
| 吃水                   | 16.5 ft （5.03 m） |
| 機関                   | アドミラリティ式重油専焼三胴型水管缶4基 +パーソンズ式ギヤードタービン 4基4軸推進                                                                                      |
| 最大出力               | 64,000shp |
| 最大速力               | 32.25ノット |
| 航続距離               | 10ノット/12,000海里 |
| 燃料                   | 重油：1,325トン |
| 乗員                   | 500名 |
| 兵装                   | Mk XXIII 15.2cm（50口径）連装砲3基6門 10.2cm（45口径）単装高角砲4基4門 （「ペネロピ」「オーロラ」は同連装高角砲4基8門） 12.7mm四連装機銃2基 53.3cm魚雷発射管三連装2基 |
| 装甲                   | 舷側：70mm（水線部、機関区のみ） 甲板：25mm（機関区） 火薬庫：25～60mm 主砲塔：25mm（前盾）                                                                           |
| 航空兵装               | 水上機：1機 カタパルト1基（「オーロラ」はなし） |

アリシューザ級軽巡洋艦（アリシューザきゅうけいじゅんようかん、Arethusa class Light Cruisers）は、イギリス海軍が第二次世界大戦前に建造した軽巡洋艦の艦級。本級はリアンダー級軽巡洋艦に次いでロンドン海軍軍縮条約に基づいて建造された条約型巡洋艦でもあった。

## 概要
ヨーク級重巡洋艦の設計思想を受け継いだリアンダー級・準同型艦のパース級であったが、本級は旧態化した前大戦時に建造した軽巡洋艦の代艦として多数建造するために主砲塔1基を犠牲として艦形の小型化を図ったクラスである。本級は植民地や船団の警戒・護衛を主任務とする汎用型軽巡洋艦として設計された。基準排水量は約5,000トン台に抑えられ、主砲は既存の15.2cm連装砲塔3基で、速力は前級と同等の32ノット台を維持すべくボイラー数と燃料搭載量が減らされ、出力と航続距離は落ちてはいるものの、船体が小型になったため速度自体は低下しておらず、リアンダー級とほぼ同等の防御力をもっていた。しかし、船体の小型化により被害を受けた時のダメージの回復が弱く、実戦であえなく喪失している。
個艦戦力では日米海軍に劣ってしまっているが、そもそもロンドン条約が許容する限りの大型軽巡を整備した日米海軍に対し、イギリス海軍は植民地防衛のため、それなりの戦闘力と極めて高い居住・航洋性をもつ小型多数主義をとった事の差である。

## 艦形

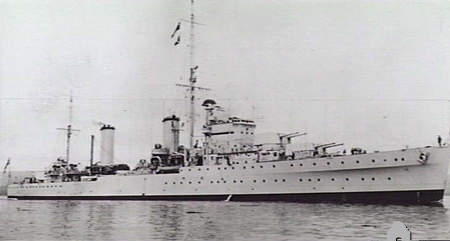
1935年に撮られた「ガラテア」。

本級は1930年に竣工したパース級軽巡洋艦の設計を参考にした短船首楼型船体である。垂直に切り立った艦首から艦首甲板上に15.2cm速射砲を収めた連装式の主砲塔が背負い式配置で2基、2番主砲塔の基部から上部構造物が始まり、その上に塔型艦橋が立つが、「エクセター」に近似した低くて前後に長い艦橋の背後に簡素な単脚式のマストが立つ。

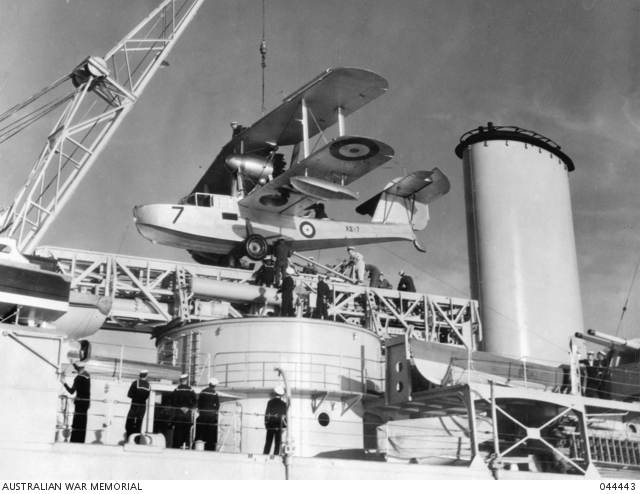
写真は本級のタイプシップとなったパース級の水上機施設。

機関のシフト配置のために2本煙突は前後に大きく離され、その間は水上機施設となっており、1番煙突の後方にクレーン1基と水上機を載せた旋回式カタパルトが1基ずつ配置された。これにより舷側甲板上に配置された艦載艇置き場の艦載艇と水上機は運用された。ただし4番艦「オーロラ」のみ、カタパルトに代わって駆逐戦隊旗艦の要員居住区が設けられていた。
2番煙突の後方に単脚式の後部マストが1本立つ。後部甲板上に後向きに3番15.2cm連装砲塔が1基配置された。高角砲の配置は水上機施設の邪魔とならないように艦橋と煙突の間に10.2cm高角砲を単装砲架で片舷2基ずつ計4基を配置したが、前部主砲と弾薬庫が共通であったために給弾に難があった。後期グループのペネロピ、オーロラは連装砲架で4基8門で対空火力が増した。船体中央部の舷側甲板上に53.3cm魚雷発射管が三連装で片舷1基ずつ計2基配置された。

## 兵装

### 主砲

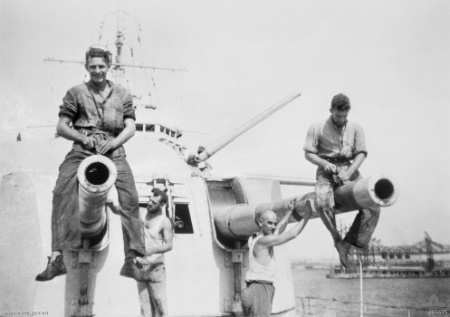
写真は「シドニー」の連装砲塔。

主砲は新設計の「アームストロング Mark Mark XXI  15.2cm（50口径）速射砲」である。特徴としてはその性能は同世代の連合側では軽い50.8kgの砲弾を仰角45度で23,300mという射程を得ており、射程11,430mで舷側装甲76mmを貫通できる性能があった。この砲を連装砲塔に収めて3基を搭載した。俯仰能力は仰角60度・俯角5度である。旋回角度は単体首尾線方向を0度として左右150度の旋回角度を持つ。発射速度はカタログデーターは毎分8発であるが実用速度は6発程度であった。

### 備砲、魚雷兵装

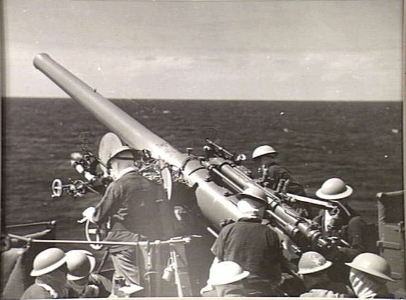
写真は「Mark V 10,2cm（45口径）単装高角砲。」

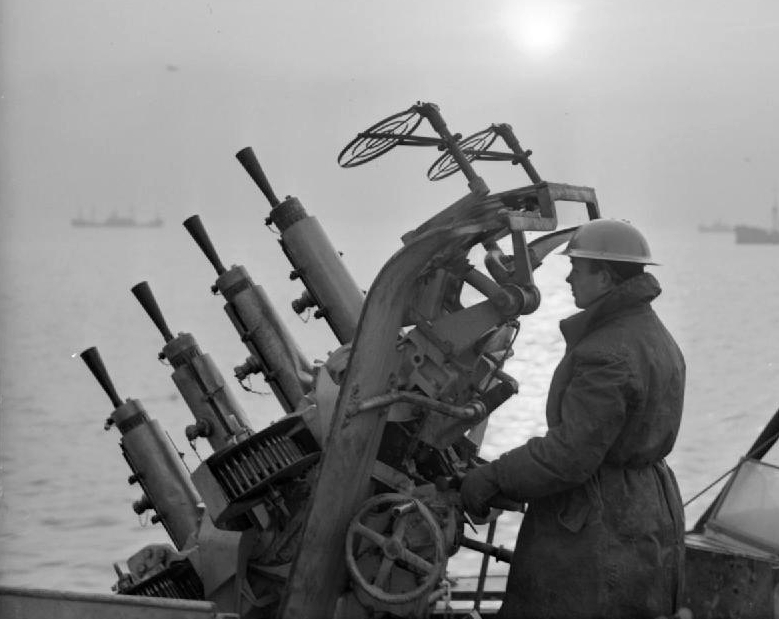
写真は本級にも搭載されたトライバル級駆逐艦「アシャンティ（HMS Ashanti）」の「ヴィッカーズ 12.7mm（62口径）四連装機関銃」。

本級の高角砲は「Mark V 10,2cm（45口径）高角砲」を採用している。14.6kgの砲弾を仰角44度で15,020m、最大仰角80度で9,450mの高度まで到達させることができた。単装砲架は左右方向に180度旋回でき、俯仰は仰角80度、俯角5度で発射速度は毎分10～15発だった。
他に近接火器として「ヴィッカーズ 12.7mm（62口径）機関銃」を採用した。その性能は0.37kgの砲弾を仰角45度で4,570m、最大仰角で730mまで届かせる能力があった。これを四連装砲架で2基を搭載した。砲架の俯仰能力は仰角80度・俯角10度である。旋回角度は360度の旋回角度を持つが実際は上部構造物により射界を制限された。発射速度はカタログデーターは毎分450発である。
更に、主砲では手に負えない相手への対抗として53,3cm魚雷発射管を三連装で計2基装備した。

## 艦歴
アリシューザ級は1933年から1935年にかけて4隻が建造が開始され、1937年までに全4隻が就役した。元々、イギリス海軍が重巡洋艦よりも軽巡洋艦の建造を重視していたこともあって、イギリスがドイツに宣戦布告した後は続々と竣工する新鋭軽巡洋艦に混ざって枢軸国軍と戦っている。手堅い設計のアリシューザ級は本来の植民地警備用途には使用されず、本国イギリスの周辺海域や北海、地中海で艦隊の戦列に加わって戦った。1941年にガラティアが、1944年にペネロピがそれぞれ地中海でドイツの潜水艦の雷撃で撃沈されている。
防衛と反攻を行うイギリス海軍を支えたアリシューザ級であったが、アリシューザは第二次世界大戦終結時には艦齢10年に達しており、終戦に伴い除籍、解体された。オーロラは中華民国に売却された。

## 同型艦
- アリシューザ（HMS Arethusa）
- ガラティア（HMS Galatea）
- ペネロピ（HMS Penelope）
- オーロラ（HMS Aurora）